# Teinakore Tom Bishop
Pour les articles homonymes, voir Bishop.
Teinakore Tom Bishop est un homme politique des îles Cook né le 11 avril 1959 sur l'île d'Aitutaki.

## Formation
Il fait ses études à l'Araura Primary School, puis l'Aitutaki Junior Hign School avant d'intégrer l'Université du Pacifique Sud. 

## Vie professionnelle
Teina Bishop commence sa carrière en tant qu'enseignant du second degré. En 1991, il monte avec son épouse sa propre affaire, les "croisières Bishop" puis en 1994, la TNM retail Shop à Arutanga.

## Carrière politique
Il est élu pour la première fois à la députation lors des élections générales de 1999 sous l'étiquette du Cook Islands Party dans la circonscription d'Arutanga-Reureu-Nikaupara. Il en démissionne en juillet 2003 pour protester contre la réduction des financements alloués à sa circonscription. En novembre de la même année, il est désigné élu d'office sur cette même circonscription, aucune autre candidature pour les élections partielles n'ayant été déposée avant la date butoir. Il est de nouveau élu en 2004 et lors des élections anticipées de 2006. Il est la même année nommé ministre de l'Environnement et des Îles extérieures du gouvernement Marurai, portefeuille qu'il conserve durant cinq mois.

## Vie personnelle
Teina Bishop épouse en 1989 Annie Green avec qui il a trois filles, Maria Elsie, Tania Helen et Naomi.